# Bretocino
Bretocino é um município da Espanha na província de Zamora, comunidade autónoma de Castela e Leão, de área 12,47 km² com população de 289 habitantes (2007) e densidade populacional de 23,18 hab./km².

## Demografia
| Variação demográfica do município entre 1991 e 2004 | Variação demográfica do município entre 1991 e 2004 | Variação demográfica do município entre 1991 e 2004 | Variação demográfica do município entre 1991 e 2004 |
| --------------------------------------------------- | --------------------------------------------------- | --------------------------------------------------- | --------------------------------------------------- |
| 1991                                                | 1996                                                | 2001                                                | 2004                                                |
| 351                                                 | 334                                                 | 314                                                 | 297                                                 |